# Alejandro Borrajo
Alejandro Alberto Borrajo (né le 24 avril 1980 à Viedma, province de Río Negro) est un coureur cycliste argentin. 
Fin 2010, son petit frère Armando (de) se suicide en sautant dans le vide. Alejandro Borrajo se brise le bras en chutant pour le retenir.

## Palmarès
- 2000
  - Vuelta al Valle
- 2002
  - Mendoza-San Juan
  - 2e du championnat d'Argentine sur route espoirs
  - 2e du championnat d'Argentine du contre-la-montre espoirs
- 2005
  - Doble Difunta Correa
  - 2e du championnat d'Argentine sur route
  - 2e du Grand Prix de Francfort
  - 2e du Trophée de la ville de Brescia
- 2006
  -  Médaillé d'or de la course en ligne aux Jeux sud-américains[2]
  - Gran Premio Aniversario Tres de Febrero
  - 2e du Grand Prix Campagnolo
  - 3e du Giro del Sol San Juan
  - 3e du Criterium de Apertura
- 2007
  - 1reb et 3e étapes du Tour de Virginie
  - Beaufort Memorial Classic
  - SmithBarney Classic
  - 2e étape de la Fitchburg Longsjo Classic
  - 2e du championnat d'Argentine sur route
  - 2e du Sunny King Criterium
  - 2e du Tour de Somerville
  - 2e de la Doble Difunta Correa
  - 3e de la Reading Classic
  - 3e de l'U.S. Cycling Open
  - 3e de la Fitchburg Longsjo Classic
  - 3e de l'UCI America Tour
- 2008
  - 1re étape de la McLane Pacific Classic
  - 2e étape de la San Dimas Stage Race
  - 4e étape de la Redlands Bicycle Classic
  - AT&T Downtown Austin Criterium
  - Mocksville Criterium
  - Concord Criterium
  - Presbyterian Hospital Invitational Criterium
- 2009
  - Clarendon Cup
  - 3e étape du Nature Valley Grand Prix
- 2010
  - 2e étape de la Rutas de América
  - 1re et 4e étapes de la Doble Crespo
  - 3e étape de la Redlands Bicycle Classic
  - 1re étape de la Fitchburg Longsjo Classic
  - 4eb étape du Tour du Brésil-Tour de l'État de Sao Paulo
- 2011
  - Tulsa Tough :
    - Classement général
    - 3e étape
- 2012
  - 4e étape du Tour of the Gila
- 2015
  - Gran Premio Ferretería
- 2016
  - Prologue et 4e étape de la Doble Bragado
  - 2e étape de la Doble San Francisco-Miramar
  - 3e de la Doble San Francisco-Miramar
- 2017
  - 2e de la Doble San Francisco-Miramar

## Résultats sur les grands tours

### Tour d'Italie
1 participation
- 2004 : 79e

## Classements mondiaux
| Année            | 2005 | 2006  | 2007 | 2008 | 2009 | 2010 | 2011 | 2012 |
| ---------------- | ---- | ----- | ---- | ---- | ---- | ---- | ---- | ---- |
| UCI America Tour |      |       | 3e   | 387e | 171e | 66e  | 116e | 269e |
| UCI Europe Tour  | 89e  | 1332e |      |      |      |      |      |      |